# K915/916次列车
K915/916次列车（阜新市民将之称为“北京车”）是中国铁路运行于首都北京与辽宁阜新之间的一对快速旅客列车，2006年5月16日由锦州至承德的普快延长而来，现由沈阳铁路局锦州客运段负责客运任务。列车使用中国铁路25G型客车，沿京哈铁路、沈山铁路、锦承铁路、新义铁路运行，全程614公里，途经北京、河北、辽宁一市两省。其中北京东站至阜新南站运行9小时15分，使用车次为K915次；阜新南站至北京东站运行9小时37分，使用车次为K916次。

## 历史

### 银川-西宁列车
K915/916这对车次曾用于运行于银川至西宁的列车，其最前身是1995年开通的银川-兰州93/94次管内特别快车，1997年改为Y203/204次并延至西宁，2000年改为K423/424次，2004年变更为N901/902次，2007年4月18日改为K915/916次，由兰州铁路局银川客运段负责客运任务，使用中国铁路25G型客车，沿包兰铁路、兰青铁路运行，全程696公里。2016年1月10日，列车终点站改为兰州西，车次改为K9679/9680次，原车次得以留空。

### 北京-阜新列车
K915/916这班阜新始发进京列车的前身是锦州至承德的2113/4次列车，该列车曾在2004年春运期间临时延长至北京。2006年5月16日，锦州至承德的2113／2、2111／4次列车变更为阜新至北京北间运行，阜新由此得以开通始发进京列车。2007年4月18日，该列车由京通线改经京承线运行，车次改为2101/3/6/7、2108/5/4/2次，车体同时由25B型非空调客车更换为25G型空调客车。
2013年12月28日，列车改经京通、承隆线运行，车次改为2101/4/1、2102/3/2次，但于2015年7月再次将经由改为东北环、京承、锦承线。
2016年5月15日，2101/3/6/7、2108/5/4/2次列车改经京哈、沈山线，终到站由北京北站改为位于朝阳区深沟村的北京东站，车次改为K915/916次，实现夕发朝至。
2017年10月26日至12月31日，因应北京东站停运改造，K915/916次列车临时改在燕郊站始发终到。
2021年4月10日，K915/916次列車刪圖停運。

## 列车编组

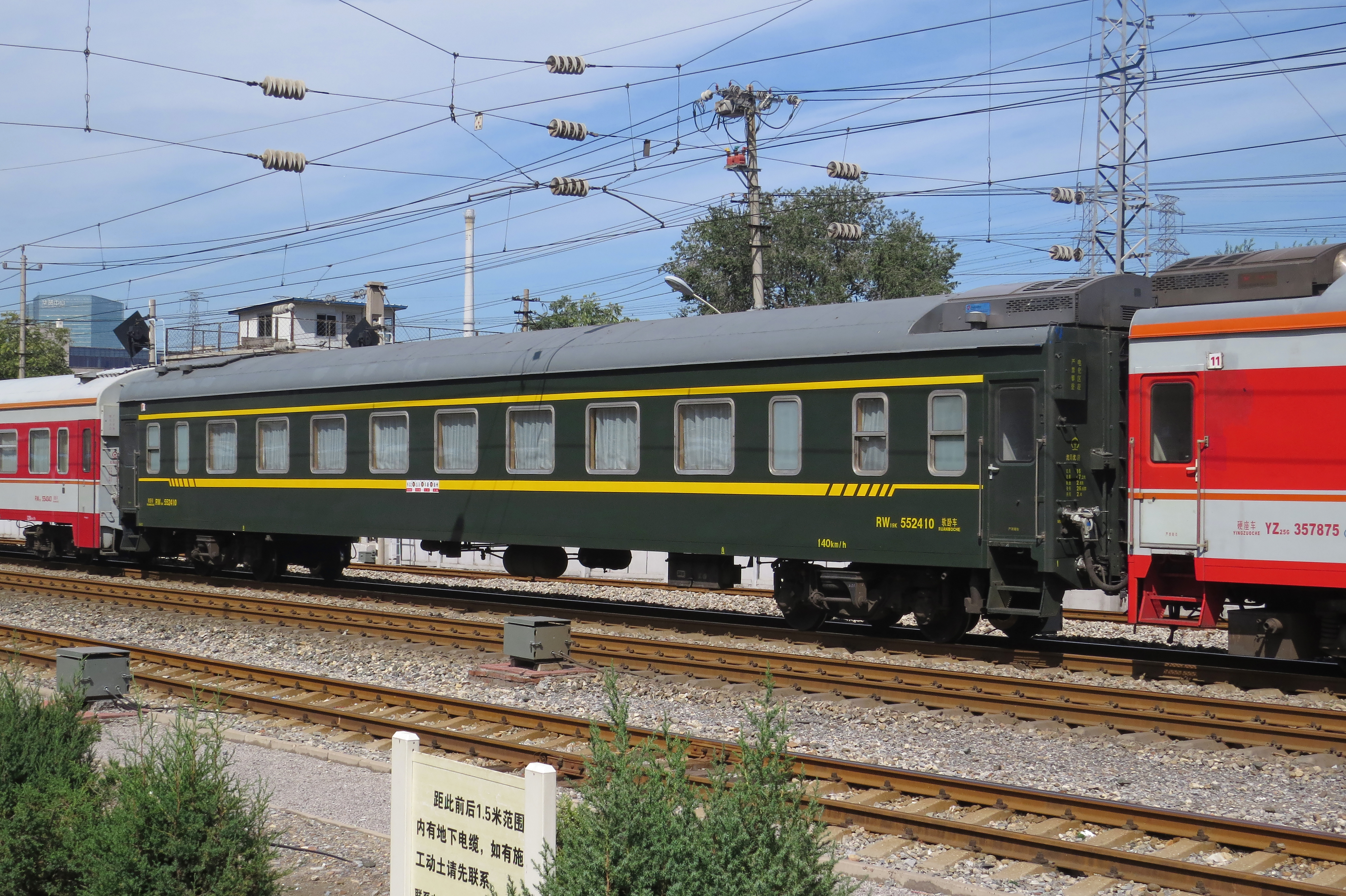
本列车在9号软卧车和11号硬座车之间编入一辆车厢号为加1的中国铁路19K型客车，而10号车仍然欠编

K915/916次列车现使用配属沈阳铁路局沈阳车辆段的25G型AC380V双风管集便车底，在锦州整备，顺序为锦州开K7501次至阜新南→K916次至北京东→Y521次至古北口（怀柔-古北口段不办理客运业务）→Y522次至北京东→K915次至阜新南→K7502次至锦州。
| 车厢编号 | 1                | 2-8          | 9            | 10               | 11-14        |
| 车型     | KD25G 空调发电车 | YW25G 硬卧车 | RW25G 软卧车 | RW19K 高级软卧车 | YZ25G 硬座车 |

## 机车交路
K915/916次列车在北京东-锦州间（电化区段）由沈阳铁路局沈阳机务段的韶山9G型电力机车牵引，锦州-阜新南间的非电气化区段则由沈阳铁路局锦州机务段的东风4D型柴油机车牵引。
| 车站区段               | 北京东 ↔ 锦州                      | 锦州 ↔ 阜新南                      |
| 本务机车 配属 司机更替 | 韶山9G型电力机车 沈局沈段 沈阳司机 | 东风4D型柴油机车 沈局锦段 沈阳司机 |

## 时刻表
- 数据截至2021年1月20日运行图调整[12]。

| K915次 | K915次 | K915次 | K915次 | 停靠站   | K916次 | K916次 | K916次 | K916次 |
| 里程   | 天数   | 到点   | 开点   | 停靠站   | 到点   | 开点   | 天数   | 里程   |
| ------ | ------ | ------ | ------ | -------- | ------ | ------ | ------ | ------ |
| 0      | 当日   | —      | 20:46  | 北京东   | 08:22  | —      | 次日   | 614    |
| −      | 当日   | ↓      | ↓      | 燕郊     | 07:43  | 07:55  | 次日   | 583    |
| −      | 当日   | ↓      | ↓      | 蓟州     | 07:06  | 07:10  | 次日   | 536    |
| −      | 当日   | ↓      | ↓      | 玉田县   | 06:07  | 06:44  | 次日   | 502    |
| 146    | 当日   | 22:18  | 22:40  | 唐山北   | 05:40  | 05:49  | 次日   | 468    |
| 294    | 次日   | 00:58  | 01:13  | 秦皇岛   | 04:02  | 04:07  | 次日   | 320    |
| 494    | 次日   | 04:07  | 04:19  | 锦州     | 00:35  | 00:46  | 次日   | 120    |
| 542    | 次日   | 05:05  | 05:08  | 义县     | 23:42  | 23:45  | 当日   | 72     |
| 586    | 次日   | 05:38  | 05:41  | 清河门北 | 23:06  | 23:09  | 当日   | 28     |
| 614    | 次日   | 06:01  | —      | 阜新南   | —      | 22:45  | 当日   | 0      |